# Macaroni

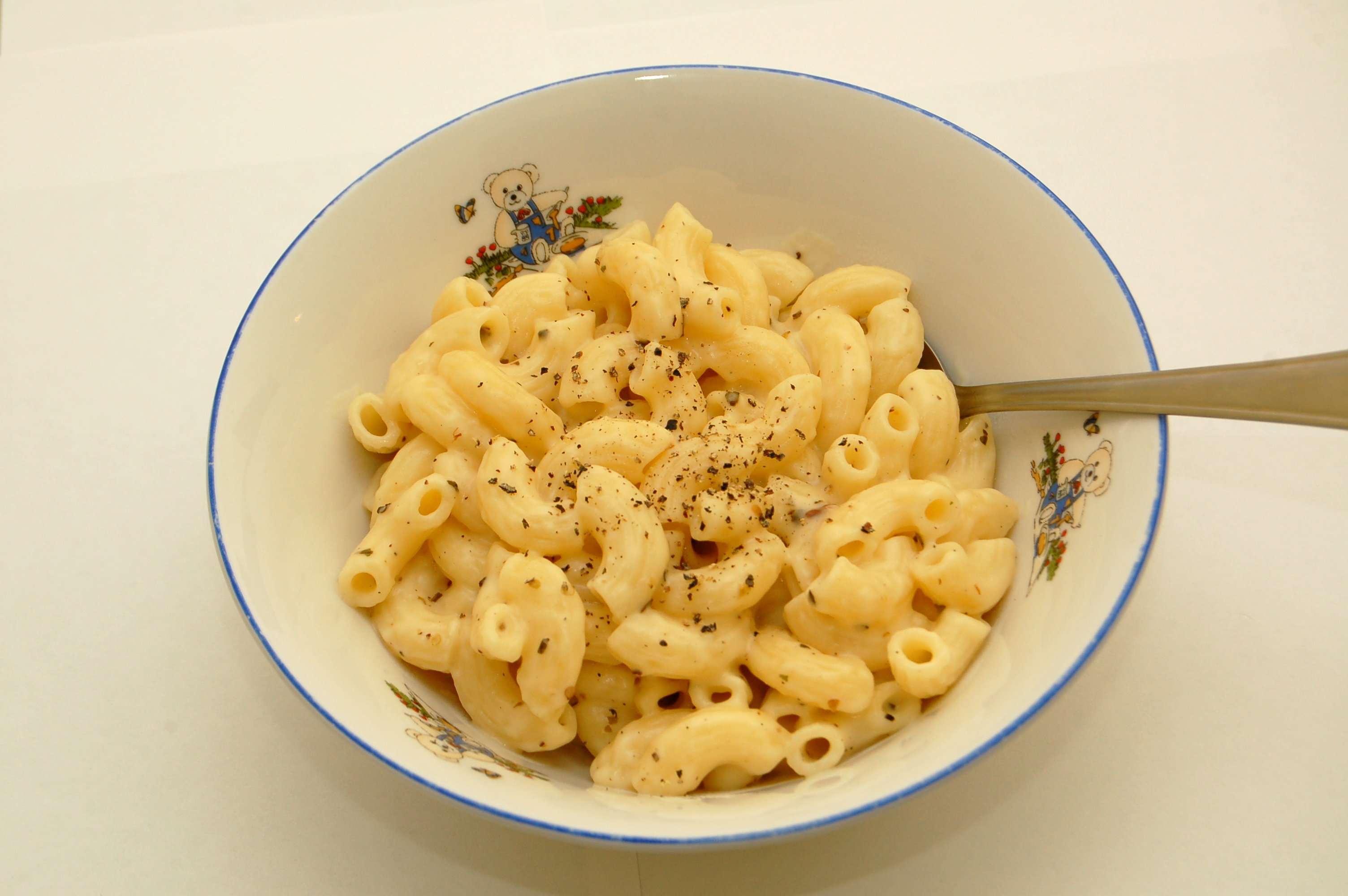
macaroni và pho mát, được rắc kèm với rau gia vị khô và hạt tiêu.

Macaroni là một loại thực phẩm được làm từ lúa mì cứng và bột mì xuất phát từ Italia. Macaroni có hình dạng ống nhỏ, có thể thẳng hoặc cong. Macaroni gần như không bao giờ là món ăn riêng. Nó thường được ăn kèm với thực phẩm khác hoặc nấu kèm cùng nước sốt.
Một món mì ống rất phổ biến là "macaroni pho mát" - hay còn gọi là "mac and cheese" (tên gọi phổ biến hơn), là món mì ống được nấu kèm với pho mát chảy (thường là pho mát Cheddar). Trên khắp thế giới, mọi người đều thưởng thức nó như một bữa ăn đơn giản nhưng ngon miệng.

## Thông tin dinh dưỡng
Nguồn: USDA
| Giá trị dinh dưỡng 100 g |
| Calo (kcal) 371          |

| Lipid 1,5 g                      |
| Chất béo bão hoà 0,3 g           |
| Chất béo không bão hòa đa 0,6 g  |
| Axit béo không bão hòa đơn 0,2 g |
| Chất béo trans 0 g               |
| Cholesterol 0 mg                 |
| Natri 6 mg                       |
| Kali 223 mg                      |
| Cacbohydrat 75 g                 |
| Chất xơ 3,2 g                    |
| Đường 2,7 g                      |
| Protein 13 g                     |

| Vitamin A  | 0 IU   | Vitamin C   | 0 mg   |
| Calci      | 21 mg  | Sắt         | 1,3 mg |
| Vitamin B6 | 0,1 mg | Vitamin B12 | 0 µg   |
| Magnesi    | 53 mg  |             |        |